# راستقان (غلامان)
راستقان (بالفارسية: راستقان) هي قرية تقع في إيران في قسم غلامان الريفي. يقدر عدد سكانها بـ 1,073 نسمة .